# Marcin Sompoliński
Marcin Bernard Sompoliński (ur. 1964 w Gdyni) – polski dyrygent i kompozytor.

## Życiorys
Ukończył klasę skrzypiec w Liceum Muzycznym w Gdańsku, a potem Akademię Muzyczną w Poznaniu (najpierw pod kierunkiem Renarda Czajkowskiego, a potem Witolda Krzemieńskiego). Dyplom uzyskał w 1989. Na tejże uczelni w 2000 r. uzyskał doktorat, a w 2004 r. habilitację w dyscyplinie „dyrygentura”. W 2013 r. otrzymał tytuł profesora w dziedzinie sztuk muzycznych.
Uczestniczył w kursach mistrzowskich w Lipsku, Stuttgarcie oraz Bressanone. W 1993 uzyskał stypendium dla młodych twórców miasta Poznania, a w 1994 Medal Młodej Sztuki. Od 1987 do 1999 prowadził Orkiestrę Symfoniczną Państwowego Liceum Muzycznego w Poznaniu, a od 1987 do 1990 był dyrygentem Wielkopolskiej Orkiestry Symfonicznej. Od 1993 kierował Orkiestrą Symfoniczną Akademii Muzycznej w Poznaniu. W latach 1997–2002 był dyrygentem Teatru Wielkiego w Poznaniu. Zrealizował m.in. premierę Czarodziejskiego fletu na festiwalach w Carcassone i Xanten. Towarzyszył m.in. takim solistom jak Konstanty Kulka, Jadwiga Kotnowska, Elżbieta Chojnacka, Wiesław Ochman, czy Malcolm Bilson. Od 2005 do 2008 był kierownikiem muzycznym Teatru Muzycznego w Poznaniu, a od 2008 orkiestry Concerto Brandenburg.
Wśród jego dokonań operowych znalazło się:
- przygotowanie polskiej premiery opery Marcela Landowskiego Galina,
- premiera Halki Stanisława Moniuszki (2000),
- premiera Aidy Giuseppe Verdiego (2001),
- dyrygowanie orkiestrą Opery Nova z Bydgoszczy podczas austriackiej prapremiery odnalezionej opery Der Stein der Weisen W.A.Mozarta w Festspielhaus Salzburg,
- premiera Carewicza Franza Lehára z zespołem Teatru Muzycznego w Poznaniu,
- premiera Upiora w Operze Maury Yetsona z zespołem Teatru Muzycznego w Poznaniu[3].

Napisał mszę żałobną Missa pro defuncto Wolfgango Amadeo za duszę W.A.Mozarta, która została wykonana 4 grudnia 2001 w poznańskim kościele franciszkanów. Gazeta Wyborcza uznała to za wydarzenie muzyczne roku w Poznaniu (obok Konkursu Wieniawskiego). Jest pomysłodawcą i realizatorem cyklu koncertów edukacyjnych Speaking Concerts, które prowadzi od 2003 r. Realizował też program Music in Death Camps prezentowany w Polsce, Niemczech oraz Izraelu w 2012.